# مسلم فایز
مسلم فایز (انگلیسی: Musallem Fayez؛ زادهٔ ۱ ژانویهٔ ۱۹۹۰) یک بازیکن فوتبال اهل امارات متحده عربی است.